# 野村泊月
野村 泊月（のむら　はくげつ 1882年6月23日 - 1961年2月13日）は、兵庫県出身の俳人。本名勇。
竹田村（現丹波市）生。酒造家西山騰三の次男で兄は西山泊雲。1897年、早稲田大学英文科卒。同年結婚して野村姓となる。中国の杭州で教職についたが、病により帰国し、1910年より大阪九条で日英学館を経営した。在学中より高浜虚子に師事。兄泊雲とともに丹波二泊と呼ばれた。1922年、田村木国、皆吉爽雨と「山茶花」を創刊、雑詠選者。1936年、「山茶花」を辞し「桐の葉」を創刊・主宰。豪放磊落な性格で酒豪であった。
「ホトトギス」停滞期の作家で、三村純也は「虚子の提唱を忠実に守りぬき、平明な写生句が実を結ぶ先駆けをなした」としている（『現代俳句大事典』）。句集に『定本 野村泊月句集』（1951年 桐の葉発行所）などがある。